# غويجة قملاق (مراغة)
غويجة قملاق هي قرية في مقاطعة مراغة، إيران. عدد سكان هذه القرية هو 256 في سنة 2006.